# Lari (språk)
Lari är ett hotat språk som tillhör den sydvästiranska grenen av de iranska språken. Språket talas i flera dialektformer i södra Iran – särskilt i Fars, västra Hormozgan och östra Bushehr – samt i vissa länder kring Persiska viken. Dialekten Aheli talas främst i staden Ahel i Fars-provinsen av omkring 3 500 personer. Det används som modersmål av samtliga vuxna inom den etniska gruppen, men inte av alla unga. I vissa skolor undervisas det som ett särskilt ämne.

## Dialekter

### Aheli
Talarna av Aheli är i huvudsak sunnimuslimer, och majoriteten behärskar även persiska, Irans officiella språk. Trots att viss forskning har bedrivits om Laris olika dialekter, finns det nästan ingen tidigare forskning som enbart behandlar Aheli-dialekten.